# NGC 246
NGC 246 — планетарная туманность в созвездии Кит, также известная как Caldwell 56 или туманность Череп, иногда в англоязычных источниках можно встретить под названием туманность Пак-Ман (англ. Pac-Man Nebula). Удалённость от Земли примерно 1600 световых лет. Центральная звезда туманности — белый карлик HIP 3678 с блеском 11.8m.

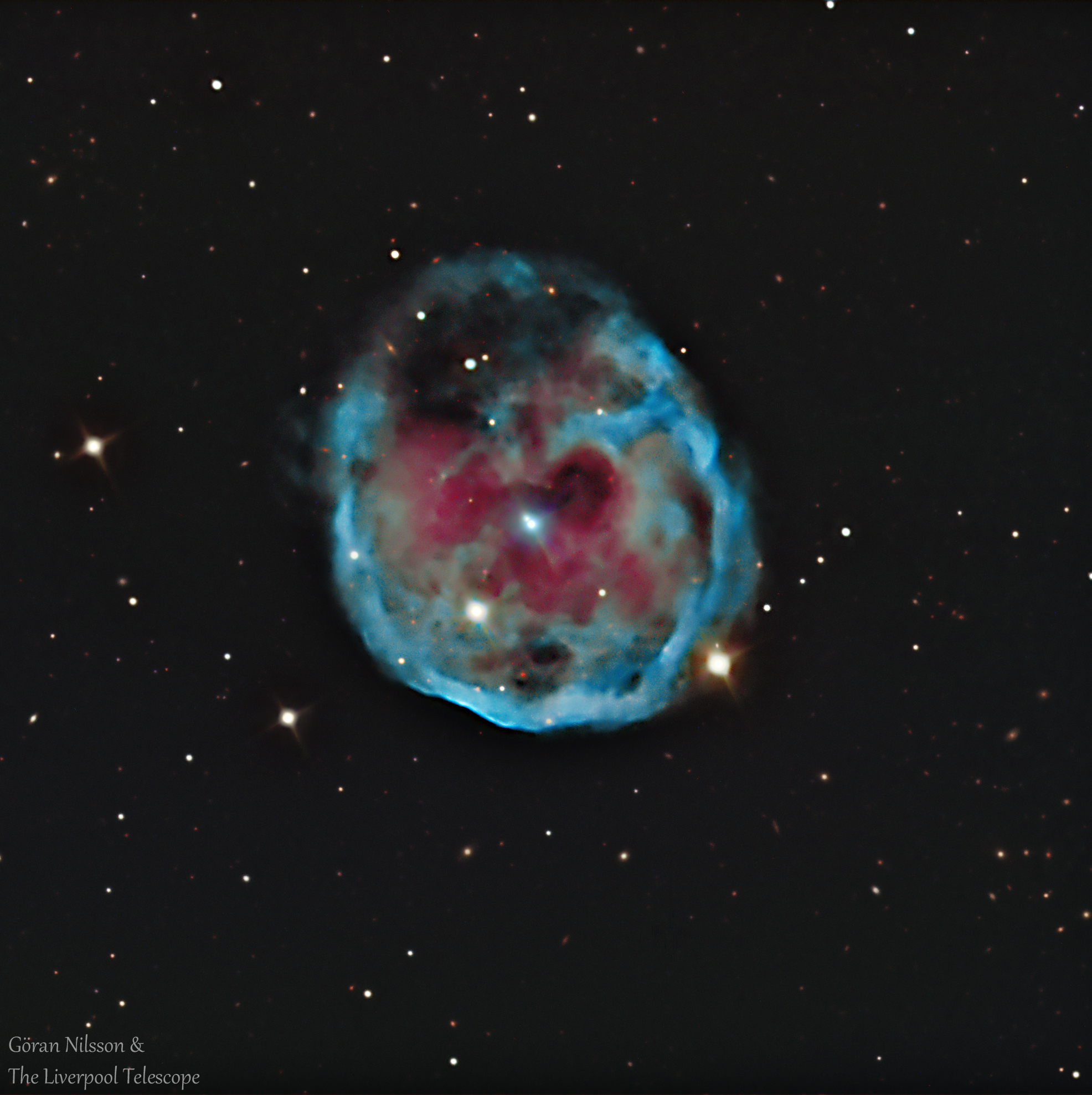
HaRGB изображение туманности Череп (NGC 246). Данные с получены Ливерпульского телескопа, обработаны Гёраном Нильссоном. Общее время экспозиции 1,1 часа.
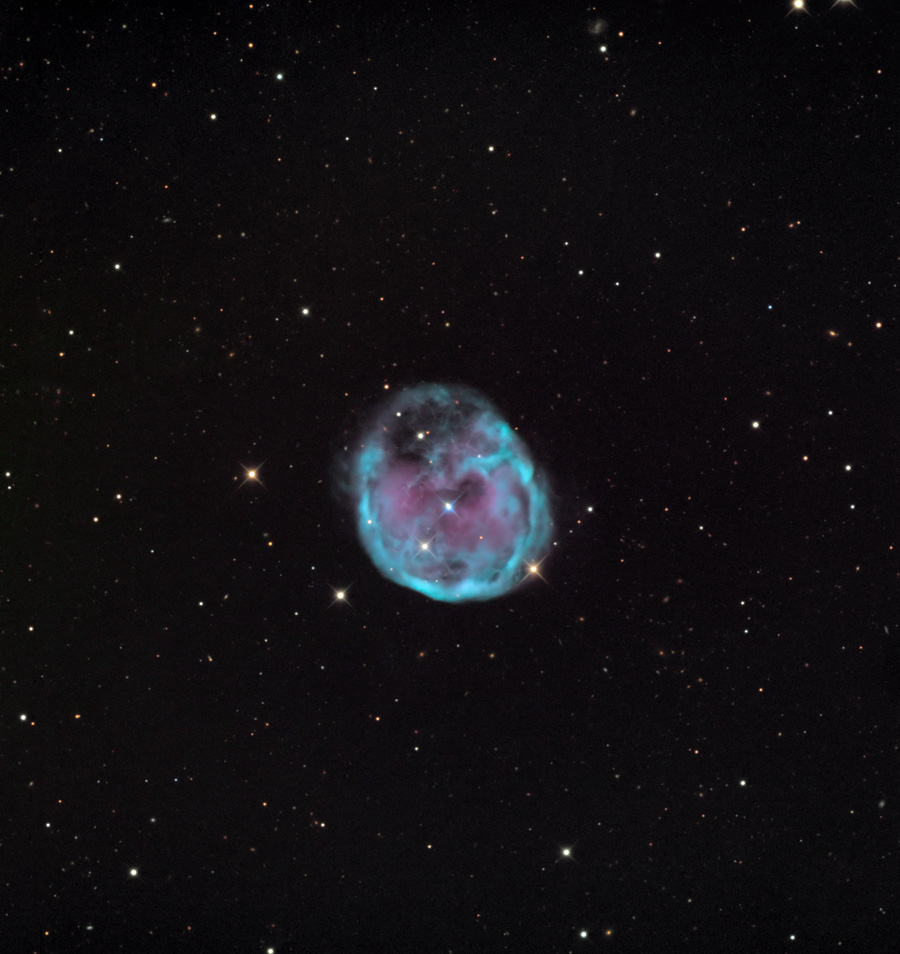
Фото NGC 246, полученное с помощью 32" (0,81 м) телескопа Schulman Обсерватории Маунт-Леммон